# Jordan Drew
Jordan Drew (* 26. Januar 1995 in Nanango, Queensland) ist ein australischer Rugby-League-Spieler.
Drew spielte anfangs Rugby in seiner Heimatstadt für die Nanango Stags, bevor er von den Brisbane Broncos unter Vertrag genommen wurde und 2013 für sie in der National Youth Competition spielte. In Runde 22 hatte er sein NRL-Debüt gegen die St. George Illawarra Dragons, in dem er einen Versuch legte.
Am 2. Mai 2015 spielte er für die australische U20-Nationalmannschaft gegen Neuseeland. Am 8. Juli spielte er für die U20-Mannschaft der Queensland Maroons im U20-Wettbewerb der State of Origin Series gegen die New South Wales Blues. Zuvor hatte er bereits für die U12-, U14- und U15-Mannschaft von Queensland gespielt.